# Neoperla leptophallus
Neoperla leptophallus är en bäcksländeart som beskrevs av Peter Zwick 1988. Neoperla leptophallus ingår i släktet Neoperla och familjen jättebäcksländor. Inga underarter finns listade i Catalogue of Life.